# Croton aripoensis
Espèce
Croton aripoensis est une espèce de plantes à fleurs du genre Croton et de la famille des Euphorbiaceae, présente à Trinité.